# 张子沛
张子沛（1925年—2008年1月31日），安徽芜湖人，中国篮球教练。1950年毕业于南京大学体育系。1952年参与组建八一篮球队，1958年出任中国男篮教练。1999年被评为新中国篮球50杰。